# 10.º Buró Político del Partido Comunista de Vietnam
El 10.º Buró Político del Partido Comunista de Vietnam fue elegido por el Comité Central el 25 de abril de 2006 como consecuencia del 10.º Congreso Nacional. Este Buró Político fue disuelto el 12 de enero de 2011, al inicio del 11.º Congreso Nacional.

## Miembros
| Rango | Rango | Nombre (nac–fallec)             | Desde               |
| ----- | ----- | ------------------------------- | ------------------- |
| 1     | 1     | Nông Đức Mạnh (nacido 1940)     | 25 de abril de 2006 |
| 2     | 3     | Lê Hồng Anh (nacido 1949)       | 25 de abril de 2006 |
| 3     | 4     | Nguyễn Tấn Dũng (nacido 1949)   | 25 de abril de 2006 |
| 4     | 5     | Nguyễn Minh Triết (nacido 1942) | 25 de abril de 2006 |
| 5     | 2     | Trương Tấn Sang (nacido 1949)   | 25 de abril de 2006 |
| 6     | 6     | Nguyễn Phú Trọng (nacido 1944)  | 25 de abril de 2006 |
| 7     | 7     | Phạm Gia Khiêm (nacido 1944)    | 25 de abril de 2006 |
| 8     | 8     | Phùng Quang Thanh (nacido 1949) | 25 de abril de 2006 |
| 9     | 9     | Trương Vĩnh Trọng (nacido 1942) | 25 de abril de 2006 |
| 10    | 10    | Lê Thanh Hải (nacido 1950)      | 25 de abril de 2006 |
| 11    | 11    | Nguyễn Sinh Hùng (nacido 1946)  | 25 de abril de 2006 |
| 12    | 12    | Phạm Quang Nghị (nacido 1949)   | 25 de abril de 2006 |
| 13    | 13    | Hồ Đức Việt (nacido 1947)       | 25 de abril de 2006 |
| 14    | 14    | Nguyễn Văn Chi (nacido 1945)    | 25 de abril de 2006 |
| 15    | 15    | Tô Huy Rứa (nacido 1947)        | 1 de enero de 2009  |